# Javiera Ramos
Javiera Valentina Ramos Mejía (n. 7 de mayo de 1972) es una actriz chilena de cine, teatro y televisión.

## Cine
| Cine | Cine                               | Cine    | Cine |
| Año  | Película                           | Rol     |      |
| ---- | ---------------------------------- | ------- | ---- |
| 2010 | Mitos y leyendas, la nueva alianza | Cecilia |      |

## Teleseries
| Teleseries | Teleseries            | Teleseries        | Teleseries  |
| Año        | Teleserie             | Rol               | Canal       |
| ---------- | --------------------- | ----------------- | ----------- |
| 2009       | Sin Anestesia         | Martina           | Chilevisión |
| 2009       | Corazón Rebelde       | Estela Bustamante | C13         |
| 2010       | La Familia de al lado | Carmen Salazar    | TVN         |
| 2011       | Témpano               | Sara Brito        | TVN         |

## Series y Unitarios
| Series y Unitarios | Series y Unitarios | Series y Unitarios | Series y Unitarios |
| Año                | Serie              | Rol                | Canal              |
| ------------------ | ------------------ | ------------------ | ------------------ |
| 2008               | Mi primera vez     | Madre de Martín    | TVN                |
| 2011               | Cumpleaños         | Mónica Santander   | TVN                |
| 2013               | El Nuevo           | Madre de Vicuña    | TVN                |